# Taharka
Taharka – władca kuszycki rezydujący w Napacie, oraz faraon – władca starożytnego Egiptu z czasów końca Trzeciego Okresu Przejściowego, zaliczany do XXV dynastii kuszyckiej, rezydujący początkowo w Tebach, a następnie w Memfis i Tanis. Był młodszym synem Pianchiego i królewskiej małżonki Abale, młodszym bratem Szabataki, następcą Szabataki na tronie kuszyckim oraz tronie faraonów, ojcem Atlanersa, założyciela dynastii rodzimych władców napatańskich.

## Początkowe lata panowania
Samodzielną władzę w Egipcie sprawował w latach 690–664 p.n.e., jednakże można go uważać za władcę już od początkowych lat panowania Szabataki. Po śmierci Szabataki, która według Manetona nastąpiła z rąk Taharki, przeniósł on ośrodek władzy do Tanis, zdając sobie sprawę z tego, iż jedynie stamtąd może skutecznie przeciwstawić się narastającemu zagrożeniu ze strony Asyrii. Władzę w Tebach pozostawił swemu zaufanemu krewnemu - Montuemhatowi, który posiadał jedynie tytularną godność kapłana i czwartego proroka Amona, a w rzeczywistości sprawował funkcję gubernatora Górnego Egiptu i burmistrza Teb oraz swej siostrze Szepenupet II, boskiej małżonce Amona, która sprawowała władzę duchowną. Po objęciu władzy całą swą energię skierował Taharka na unormowanie spraw administracyjnych i gospodarczych kraju. Okazał się on doskonałym organizatorem i sprawnym wykonawcą podjętych planów, co wkrótce zaowocowało osiągnięciem względnej stabilizacji w Górnym Egipcie. Efektem tego był szeroki program budowlany realizowany głównie w Karnaku - uchodzi za jednego z głównych autorów przebudowy – i Medinet Habu oraz wielu ośrodkach kultu w Górnym Egipcie i Nubii, m.in. w Napacie, gdzie rozbudował świątynię Amona, w Meroe, Kawa, Semna, Kasr Ibrim, Buhen, Faras oraz na File, ale również w Delcie w Athribis.
O ile sytuacja w Górnym Egipcie osiągnęła stan względnej stabilizacji, charakteryzujący się zjednoczeniem i wzmocnieniem władzy oraz rozwojem gospodarczym, o tyle w północnej części Egiptu nadal była niezwykle skomplikowana głównie za przyczyną rozbicia dzielnicowego - podziału władzy oraz roszczeniami do władzy licznych rodów książęcych oraz nieustannym zagrożeniem ze strony Asyrii.

## Pierwsze starcie z Asyrią
W czasie panowania Szabataki, Taharka będąc współwładcą oraz głównodowodzącym sił egipskich toczył walki z władcą asyryjskim Sennacherybem na terenach Judy i Palestyny. W wyniku tych walk i wycofaniu się Taharki, wojska asyryjskie bezpośrednio zagroziły Egiptowi, stając u jego granic. Jednakże nie doszło do ostatecznego rozstrzygnięcia, gdyż armia asyryjska odstąpiła od granic Egiptu i wycofała się do Asyrii. W roku 681 p.n.e. Sennacheryb został zamordowany przez dwóch ze swoich synów, a tron po nim objął jego najmłodszy syn Asarhaddon. Jego panowaniu przyświecały dwa cele. Po pierwsze podporządkowanie i uspokojenie Babilonii. Po wtóre zdobycie Egiptu. Aby pokonać Taharkę postanowił wykorzystać rozbicie władzy i skłócenie rodów książęcych z terenów Delty oraz, jak sądził, powszechną w Egipcie niechęć do Kuszytów. W 679 roku p.n.e. wojska asyryjskie zdobyły graniczne miasto Arza, niegdyś zdobyte i później utracone przez Sennacheryba. Aby zatrzymać siły asyryjskie, Taharka wzniecał i wspierał wszelkie działania antyasyryjskie w Palestynie, Syrii i Fenicji. W 677 roku p.n.e. wzniecił bunt antyasyryjski w Sydonie, którego zlikwidowanie zajęło Asarhaddonowi aż około trzech lat. Ponadto Asarhaddon związany walkami ze Scytami i Kimerami musiał zaniechać wyprawy na Egipt. Wszelkie te działania odsuwały bezpośrednie zagrożenie terenów Egiptu. Ostatecznie w 674 roku p.n.e. władca asyryjski zdecydował się rozpocząć inwazję. Wykorzystał w tym celu ludy arabskie zamieszkałe w okolicach Morza Martwego, a w zamian za pomoc, chcąc uzyskać przynajmniej ich neutralność, dokonał zwrotu zdobyczy zagarniętych niegdyś przez jego ojca Sennacheriba. Do spotkania sił Taharki i Asarhaddona doszło w okolicach Askalon. Wybuchł tam bunt antyasyryjski. Ponadto w samej Asyrii wybuchły zamieszki. W wyniku starcia oraz trudnej sytuacji wewnętrznej w państwie, wojska asyryjskie zmuszone były cofnąć się. Pierwszą batalię wygrał Taharka. Wkrótce jednak władca asyryjski miał ponownie uderzyć na Egipt znacznie większymi siłami.

## Drugie starcie z Asyrią
Po wygranej batalii z Asarhaddonem, Taharka niezmiennie wspierał wszelkie działania zmierzające do osłabienia Asyrii i odbudowy wpływów egipskich w Syrii, Fenicji i Palestynie. Jak się wydaje dążył do odbudowy imperium i przywrócenia mocarstwowej roli Egiptu we wschodniej części basenu Morza Śródziemnego. Realizując ten cel stworzył koalicję anty-asyryjską, wspierając najmniejsze nawet przejawy działań korzystnych dla realizacji swych planów. Jednakże Asarhaddon po opanowaniu niepokojów wewnętrznych powrócił do planów zdobycia Egiptu. Okazało się jasne, iż nie osiągnie swych celów bez pokonania królestw w Syropalestynie i zlikwidowania wpływu Taharki w tym rejonie. Około 671 roku p.n.e. wojska asyryjskie ponownie wyruszyły na podbój Egiptu. Wkrótce opanowały i zdobyły Tyr i Gazę i zajęły całą niemal Cylicję i Palestynę, a następnie przeszły przez Synaj i stanęły u granic Egiptu. Szybko pokonawszy graniczne garnizony egipskie, po dwutygodniowej kampanii obległy Memfis, które wkrótce zostało zdobyte, splądrowane i zrujnowane. Po upadku Memfis w krótkim czasie cały obszar Delty został opanowany przez najeźdźców, a książęta licznych państewek złożyli hołd Asarhaddonowi. Wobec znacznej przewagi wroga i następujących po sobie porażek, Taharka zmuszony był wycofać swoje siły na południe do Teb. Wkrótce jednak i tu dosięgnęły go wojska asyryjskie rozpoczynając oblężenie miasta. Stąd także Taharka zmuszony był wycofać się na głębokie zaplecze, aż do swej macierzystej Napaty. Teby jednak nie zostały zdobyte, gdyż pozostawieni bez asyryjskiego nadzoru książęta Delty wszczęli spiski, dążąc do ponownego uzyskania swych wpływów sprzed inwazji. Na wieść o tym Asarhaddon zarządził odwrót. Sam władca oraz znaczne siły asyryjskie nie mogli jednak pozostawać długo poza swym krajem, trapionym nadal niepokojami wewnętrznymi oraz nieustannie zagrożonym przez azjatyckie plemiona z północy. Asarhaddon dokonał zmian personalnych na kluczowych stanowiskach, głównie wśród władców państewek w Delcie. Pozostawił nieliczne garnizony wojskowe pod nadzorem swych zaufanych namiestników, i opuścił Egipt. Taharka w praktyce niepokonany, stopniowo odbudowywał swe zwierzchnictwo nad Górnym Egiptem, wypierając garnizony asyryjskie, prąc coraz dalej na północ. Po wycofaniu się głównych sił asyryjskich wszczął bunty przeciw okupantom. Około 669 roku p.n.e. odzyskał Memfis i przywrócił swe zwierzchnictwo nad państewkami książąt Delty. Na wieść o tym, Asarhaddon ponownie zabrał wielką armię i wyruszył na Egipt. W czasie trwania tej wyprawy, w 668 roku p.n.e., w drodze do Egiptu, w Harranie zachorował i zmarł. Okazał się jednak zapobiegliwym władcą, który zadbał o podział władzy w swym państwie. Ustalił, iż władzę w Asyrii obejmie jeden z jego synów – Aszurbanipal, a w Babilonii drugi – Szamasz-szuma-ukin. Wola jego została uszanowana i przejęcie władzy odbyło się bez niepokojów wewnętrznych.

## Trzecie starcie z Asyrią - najazd Assurbanipala
Po objęciu władzy Assurbanipal kontynuował politykę swego ojca wobec Egiptu, starając się utrzymać dotychczasowe zdobycze oraz rozszerzać panowanie asyryjskie nad Nilem. W tym celu w 667 roku p.n.e. wyruszył do Egiptu z wielką armią, w skład której oprócz asyryjskiego trzonu wchodzili również mieszkańcy Fenicji, Syrii, Cypru oraz niechętni Kuszytom Egipcjanie, pochodzący z księstw Delty. Po krótkim oblężeniu Memfis miasto upadło, a Taharka po raz wtóry zmuszony był je opuścić i schronić się w Tebach. Armia asyryjska wkrótce jednak dotarła i tu, oblegając miasto. W czasie swego pochodu przez Egipt, Assurbanipal obsadził wszelkie stanowiska administracyjne nowymi ludźmi w miejsce zbiegłych urzędników, mianowanych przez jego ojca. Lokalni władcy księstw Delty tym razem pozostali wierni Taharce, jednakże nie odważyli się otwarcie wystąpić przeciwko Asyryjczykom. Uczynili to, dopiero gdy armia Assurbanipala znajdowała się daleko na południu, oblegając Teby w 666 roku p.n.e. Doszło wtedy w Delcie do wybuchu powstania przeciw asyryjskiemu okupantowi. Zmusiło to Assurbanipala do odstąpienia spod Teb i powrotu na północ. Armia asyryjska szybko i z całą bezwzględnością, niezwykle krwawo stłumiła powstanie, karząc wielu uczestników spisku śmiercią oraz wielu wywożąc do stolicy Asyrii – Niniwy. Niezwykły zmysł polityczny, jakim obdarzony był Assurbanipal kazał mu kilku przywódcom spisku darować życie oraz wykorzystać ich do realizacji swych planów podporządkowania Egiptu. Jednym z nich był Necho, który wraz z rodziną został uprowadzony do Asyrii. Wkrótce został odesłany z powrotem do Delty i tam ustanowiony władcą Sais, a jego syn Psametych władcą Athribis. Obaj stali się założycielami nowej, XXVI dynastii, będąc jednocześnie narzędziem w rękach władcy asyryjskiego. W czasie oblężenia Teb, Taharka zdołał wydostać się z miasta i wycofał się daleko na południe do rodzimej Napaty. Nigdy już nie powrócił do Egiptu, rezygnując z dalszej władzy. Jego następcą w Egipcie został jego bratanek Tanutamon, syn Szabataki i królowej Kalhat.

## Piramida Taharki
Taharka przeniósł królewską nekropolę na zachodni brzeg Nilu, do Nuri. Jego piramida jest jedną z największych w całej nekropoli władców napatańskich. Stanowi rozwiniętą formę w stosunku do grobów poprzedników. Różnica polega na zamianie tunelu pod piramidą na niewielki przedsionek i zamianie niewielkiej komory grobowej, w poprzednich konstrukcjach, na dużą salę podzieloną na trzy nawy rzędami kamiennych filarów. Wokół obydwu pomieszczeń wykuto okólny korytarz połączony schodami z salą. Całość jednak stanowi konstrukcję nie odbiegającą zasadniczo od projektu wprowadzonego przez Szabakę. Istnieją poważne wątpliwości, czy Taharka kiedykolwiek spoczął w swej piramidzie w Nuri. Podczas wykopalisk, prowadzonych tu w latach 1916–1918 archeolodzy amerykańscy nie odnaleźli żadnych śladów pochówku. W innym miejscu, w Sedeinga, podczas wykopalisk prowadzonych tu w latach 1963–1965 archeolodzy prowadzący wykopaliska odsłonili z piasków inną niewielką piramidę o boku około 10 metrów. Rdzeń jej stanowiła lita skała i wypełnisko ze żwiru, całość zespalała okładzina z łupku o grubości dochodzącej miejscami do 1,8 metrów. Całość kompleksu otaczał mur z bramą wiodącą do wnętrza kompleksu od strony wschodniej. W pobliżu muru natrafiono na fragmentu kamiennych węgarów drzwi, na których widniały imiona Taharki oraz fragmenty jego płaskorzeźbionego wizerunku. We wnętrzu komory grobowej odkryto liczne fragmentu szkieletu, jak się wydaje, jednego człowieka. Sama tożsamość pochowanego stanowi nadal zagadkę, jak również – zakładając że był to Taharka – powód jego pochowania w tak znacznej odległości od grobów jego wszystkich przodków.

## Konkluzja
Taharka był władcą kuszyckim na tronie faraonów, za czasów którego rządy Kuszytów w Egipcie osiągnęły swe apogeum. Egipt na krótki czas odzyskał przynajmniej cząstkę swej dawnej imperialnej wielkości. Na krótki czas zjednoczył i skupił władzę w Egipcie we własnym ręku. Dzięki swym talentom politycznym i dowódczym przez wiele lat skutecznie przeciwstawiał się potędze państwa asyryjskiego, chroniąc Egipt przed inwazją. Silnie utożsamiał się z wielowiekową tradycją i historią państwa faraonów czego przejawem był m.in. niezwykle bogaty program budowlany przez niego zrealizowany. Okres współwładzy z bratem Szabataką oraz całe jego dwudziestosześcioletnie panowanie przebiegało pod znakiem walk z Asyrią, pod naporem której w końcu musiał wycofać się do swej rodzimej Napaty.

## Tytulatura
| G5 |

| G5 |

| N29 | N28 | G43 |

| N29 | N28 | G43 |

| N29 | N28 | G43 |

| N29 | N28 | G43 |

| G5 |

| G5 |

| N29 | N28 | G43 |

| N29 | N28 | G43 |

| N29 | N28 | G43 |

| N29 | N28 | G43 |

| G16 |

| G16 |

| N29 | N28 | G43 |

| N29 | N28 | G43 |

| N29 | N28 | G43 |

| N29 | N28 | G43 |

| G16 |

| G16 |

| N29 | N28 | G43 |

| N29 | N28 | G43 |

| N29 | N28 | G43 |

| N29 | N28 | G43 |

| M23 · X1 | L2 · X1 |

| M23 · X1 | L2 · X1 |

| N5 | F35 | X1 · U15 | Aa1 | G43 |

| N5 | F35 | X1 · U15 | Aa1 | G43 |

| N5 | F35 | X1 · U15 | Aa1 | G43 |

| N5 | F35 | X1 · U15 | Aa1 | G43 |

| M23 · X1 | L2 · X1 |

| M23 · X1 | L2 · X1 |

| N5 | F35 | X1 · U15 | Aa1 | G43 |

| N5 | F35 | X1 · U15 | Aa1 | G43 |

| N5 | F35 | X1 · U15 | Aa1 | G43 |

| N5 | F35 | X1 · U15 | Aa1 | G43 |

| G39 | N5 |

| G39 | N5 |

| N17 · O4 | E23 · N29 |

| N17 · O4 | E23 · N29 |

| N17 · O4 | E23 · N29 |

| N17 · O4 | E23 · N29 |

| G39 | N5 |

| G39 | N5 |

| N17 · O4 | E23 · N29 |

| N17 · O4 | E23 · N29 |

| N17 · O4 | E23 · N29 |

| N17 · O4 | E23 · N29 |

Znane są ponadto liczne warianty imion Taharki.